# Горана Матич
Горана Матич (нар. 24 жовтня 1973) — колишня хорватська тенісистка.
Найвищу одиночну позицію світового рейтингу — 287 місце досягла 10 вересня, 1990, парну — 656 місце — 1 жовтня, 1990 року.
Завершила кар'єру 1994 року.

## Фінали ITF
| Турніри $100,000 |
| Турніри $75,000  |
| Турніри $50,000  |
| Турніри $25,000  |
| Турніри $10,000  |

### Одиночний розряд: 3 (2–1)
| Результат | Ранг | Дата            | Турнір                  | Покриття | Суперниця          | Рахунок       |
| --------- | ---- | --------------- | ----------------------- | -------- | ------------------ | ------------- |
| Перемога  | 1.   | 25 вересня 1989 | Малий Лошинь, Югославія | Ґрунт    | Ана Сегура         | 6–4, 6–2      |
| Перемога  | 2.   | 16 липня 1990   | Сполето, Італія         | Ґрунт    | Віраг Чурго        | 3–6, 7–6, 6–4 |
| Поразка   | 3.   | 17 вересня 1990 | Рабаць, Югославія       | Ґрунт    | Руксандра Драгомір | 3–6, 1–6      |

## First Croatian international tennis match
| Розіграш            | Раунд             | Дата           | Місце         | Супротивник | Покриття         | Суперниця         | W/L | Рахунок  |
| ------------------- | ----------------- | -------------- | ------------- | ----------- | ---------------- | ----------------- | --- | -------- |
| 1992 Federation Cup | E/A Zone — Pool B | 13 квітня 1992 | Афіни, Греція | Греція      | Ґрунт (outdoors) | Хрістіна Захаріду | L   | 3–6, 3–6 |